# 1996 w muzyce
Wydarzenia muzyczne w 1996 roku.

## Wydarzenia
- 20 września – Michael Jackson daje swój pierwszy i jedyny koncert w Polsce na lotnisku Bemowo w Warszawie
- 24 listopada – zespół Crowded House dał pożegnalny koncert w Operze w Sydney, który uchodzi za jeden z najbardziej spektakularnych w historii Australii. Dochody z koncertu zostały w całości przekazane na konto szpitala dla dzieci w Sydney
- wrzesień – boysband Backstreet Boys daje serię pięciu koncertów w Polsce (w Poznaniu, Katowicach, Lubinie, Sopocie i Warszawie)
- powstaje brytyjski zespół Coldplay
- powstaje fiński zespół Sonata Arctica
- powstaje fiński zespół Nightwish
- powstaje holenderski zespół Within Temptation
- powstaje polski zespół Łzy
- powstaje polski zespół Ich Troje
- reaktywacja Gyllene Tider
- powstaje amerykański zespół Linkin Park
- powstaje amerykański zespół !!!
- zespół The Rasmus wydaje pierwszą płytę Peep
- zespół IRA zawiesza swoją działalność
- powstaje grupa TPWC
- powstaje kanadyjski zespół Sum 41

## Urodzili się
- 1 stycznia – Dawid Kwiatkowski, polski piosenkarz muzyki pop, autor tekstów, bloger i projektant mody
- 2 stycznia – DJ Robin, niemiecki DJ i piosenkarz
- 6 stycznia – Miki Núñez, hiszpański piosenkarz i autor tekstów
- 11 stycznia – Holy Molly, rumuńska piosenkarka, autorka tekstów i aktorka
- 12 stycznia – Ella Henderson, brytyjska piosenkarka muzyki pop i autorka tekstów
- 15 stycznia – Dove Cameron, amerykańska aktorka i piosenkarka
- 16 stycznia – Jennie Kim, południowokoreańska piosenkarka i raperka, członkini zespołu Blackpink
- 17 stycznia – Alma, właśc. Alma-Sofia Miettinen, fińska piosenkarka i autorka tekstów
- 24 stycznia – WaluśKraksaKryzys, właśc. Sebastian Łukasz Gugulski, polski muzyk
- 25 stycznia – Tribbs, właśc. Mikołaj Trybulec, polski DJ, producent muzyczny, kompozytor, autor tekstów, aranżer muzyczny i basista
- 26 stycznia – Jarosław Szemet, ukraińsko-polski dyrygent i pedagog
- 27 stycznia – Ultimo, właśc. Niccolò Moriconi, włoski piosenkarz, pianista, autor tekstów
- 28 stycznia – Dear Sara, szwedzka piosenkarka
- 31 stycznia – Master KG, południowoafrykański muzyk, DJ i producent muzyczny
- 1 lutego – Doyoung, południowokoreański piosenkarz, aktor i prezenter telewizyjny
- 2 lutego – Remi Wolf, amerykańska piosenkarka i autorka tekstów
- 9 lutego – Kelli Berglund, amerykańska aktorka, piosenkarka i tancerka
- 17 lutego – Sasha Pieterse, amerykańska aktorka i piosenkarka
- 19 lutego – Ashnikko, właśc. Ashton Nicole Casey, amerykańska piosenkarka, raperka, autorka tekstów, producentka muzyczna i modelka
- 20 lutego – Mabel, brytyjsko-szwedzka piosenkarka i autorka tekstów
- 21 lutego – Andrij Huculiak, ukraiński muzyk i producent muzyczny, członek duetu Tvorchi
- 24 lutego – Lil Gnar, właśc. Caleb Shepard, amerykański raper i piosenkarz
- 25 lutego – Kita Alexander, australijska piosenkarka i autorka tekstów
- 29 lutego – Jony, właśc. Cahid Hüseynli, azersko-rosyjski piosenkarz, raper i autor tekstów
- 5 marca
  - Enisa Nikaj, amerykańska piosenkarka, autorka tekstów i modelka
  - Otsochodzi, właśc. Miłosz Stępień, polski raper i autor tekstów
- 7 marca – Mia Nicolai, holenderska piosenkarka, autorka tekstów i aktorka
- 10 marca – Ali471, niemiecki raper pochodzenia tureckiego
- 12 marca – Maciej Kułakowski, polski wiolonczelista
- 15 marca – JinJin, południowokoreański raper, piosenkarz, tancerz, kompozytor i model, członek zespołu Astro
- 19 marca – Yung Gravy, amerykański raper, piosenkarz i autor tekstów
- 20 marca – Russ Millions, właśc. Shylo Butchelor Ashby Milwood, brytyjski raper i autor tekstów pochodzenia jamajskiego
- 4 kwietnia – Austin Mahone, amerykański piosenkarz i kompozytor
- 5 kwietnia – Mura Masa, brytyjski DJ, producent muzyczny i multiinstrumentalista
- 6 kwietnia – Marta Bijan, polska piosenkarka, autorka tekstów, kompozytorka i pianistka
- 10 kwietnia – Loïc Nottet, belgijski piosenkarz
- 11 kwietnia
  - Tereza Mašková, czeska piosenkarka
  - Summer Walker, amerykańska piosenkarka
- 12 kwietnia – Yxng Bane, właśc. Larry Cummings Kiala, brytyjski raper, piosenkarz i autor tekstów
- 18 kwietnia – Ski Mask the Slump God, właśc. Stokeley Clevon Goulbourne, amerykański raper
- 20 kwietnia – Weriko Czumburidze, turecka skrzypaczka gruzińskiego pochodzenia
- 26 kwietnia – Raiven, właśc. Sara Briški Cirman, słoweńska piosenkarka, autorka tekstów i harfistka
- 1 maja – Amber Van Day, brytyjska piosenkarka i autorka tekstów
- 2 maja – Wiatr, polski raper, piosenkarz i autor tekstów
- 3 maja – Sara Fajira, indonezyjska piosenkarka
- 5 maja
  - Jax, amerykańska piosenkarka i autorka tekstów
  - White 2115, właśc. Sebastian Czekaj, polski raper i autor tekstów
- 6 maja
  - Jessica Shy, litewska piosenkarka i autorka tekstów
  - Ocasional Talento, właśc. Hiroshi Claudio Ishida Ruiz, boliwijski raper, piosenkarz, autor tekstów i producent muzyczny (zm. 2025)
- 11 maja – Fernando Daniel, portugalski piosenkarz i muzyk
- 14 maja – Martin Garrix, holenderski DJ i producent muzyczny
- 15 maja – Birdy, właśc. Jasmine Lucilla Elizabeth Jennifer van den Bogaerde, brytyjska piosenkarka i autorka tekstów
- 7 czerwca
  - Sayuri, japońska piosenkarka i tekściarka (zm. 2024)
  - Parg, właśc. Pargew Wardanjan, armeński piosenkarz i autor tekstów
- 8 czerwca – MohBad, nigeryjski raper, piosenkarz i autor tekstów (zm. 2023)
- 15 czerwca – Aurora, norweska piosenkarka i autorka tekstów
- 23 czerwca
  - Tommi Lalli, fiński perkusista zespołu Blind Channel
  - Blacha, właśc. Patryk Stefański, polski raper, piosenkarz i autor tekstów
- 26 czerwca – Nublu, estoński raper
- 3 lipca – Kendji Girac, francuski piosenkarz muzyki pop
- 11 lipca – Alessia Cara, kanadyjska piosenkarka i autorka tekstów
- 16 lipca – Chayce Beckham, amerykański piosenkarz i autor tekstów
- 20 lipca – Kukon, właśc. Jakub Konopka, polski raper i autor tekstów
- 22 lipca – William, fiński raper
- 23 lipca – Klava Koka, rosyjska piosenkarka, autorka tekstów, youtuberka, wideoblogerka i prezenterka telewizyjna
- 25 lipca – Jaafar Jackson, amerykański piosenkarz, tancerz i aktor
- 28 lipca – Bresh, włoski raper
- 29 lipca – Emilio Sakraya, niemiecki aktor, piosenkarz i muzyk
- 30 lipca – Fatin Shidqia, indonezyjska piosenkarka i aktorka
- 31 lipca – Björn Holmgren, szwedzki piosenkarz i autor tekstów
- 1 sierpnia – Fousheé, amerykańska piosenkarka, autorka tekstów i gitarzystka
- 2 sierpnia – Pomme, właśc. Claire Pommet, francuska piosenkarka, autorka tekstów, muzyk i producentka muzyczna
- 10 sierpnia – Katja Krasavice, niemiecka piosenkarka, producentka wideo i youtuberka
- 13 sierpnia – PlanBe, właśc. Bartosz Krupa, polski raper i autor tekstów
- 17 sierpnia – Daniel Borzewski, polski tancerz, fotomodel i piosenkarz
- 19 sierpnia – Laura Tesoro, belgijska piosenkarka i aktorka
- 30 sierpnia – Little Sis Nora, szwedzka piosenkarka, producentka muzyczna, kompozytorka i autorka tekstów
- 31 sierpnia
  - Wersow, polska influencerka, youtuberka, piosenkarka i autorka tekstów
  - Herra Hnetusmjör, islandzki raper
- 1 września – Zendaya, amerykańska aktorka, piosenkarka i tancerka
- 6 września – Lil Xan, amerykański raper, piosenkarz i autor tekstów
- 8 września – Jonas Aden, właśc. Jonas Engelschiøn Mjåset, norweski piosenkarz, autor tekstów i producent muzyczny
- 17 września – Olivia Addams, rumuńska piosenkarka, autorka tekstów, producentka muzyczna i youtuberka
- 19 września – Pia Mia, guamska piosenkarka, autorka tekstów i modelka
- 21 września – Hubert Radoszko, polski producent muzyczny, gitarzysta, kompozytor, aranżer
- 1 października – Shenseea, jamajska piosenkarka i autorka tekstów
- 3 października – Luna Li, kanadyjska piosenkarka, autorka tekstów, multiinstrumentalistka i autorka tekstów
- 4 października – Sandro Nicolas, niemiecko-grecki piosenkarz
- 7 października – Lewis Capaldi, szkocki piosenkarz i autor tekstów
- 9 października – Skolim, właśc. Konrad Skolimowski, polski piosenkarz i aktor
- 10 października – Oscar Zia, szwedzki piosenkarz
- 12 października – Dora Jay, amerykańska piosenkarka, autorka tekstów i muzyk
- 14 października – Amanda Aasa, szwedzka piosenkarka i autorka tekstów
- 29 października
  - Astrid S, norweska piosenkarka i autorka tekstów
  - Emilia Mernes, argentyńska piosenkarka, autorka tekstów, modelka i aktorka
- 1 listopada – Lil Peep, właśc. Gustav Elijah Åhr, amerykański piosenkarz i raper (zm. 2017)
- 4 listopada – Adelén, właśc. Adelén Rusillo Steen, norweska piosenkarka
- 7 listopada
  - Lorde, właśc. Ella Marija Lani Yelich-O’Connor, nowozelandzka piosenkarka
  - Icekiid, duński raper
- 8 listopada
  - Gverilla, właśc. Mateusz Kochaniec, polski piosenkarz i raper
  - Olli Matela, fiński basista zespołu Blind Channel
- 16 listopada – Brendan Murray, irlandzki piosenkarz
- 18 listopada – Smoke Dawg, kanadyjski raper (zm. 2018)
- 22 listopada – Jamule, niemiecki raper pochodzenia hiszpańsko-libańskiego
- 26 listopada – Louane Emera, francuska piosenkarka muzyki pop i aktorka
- 30 listopada – Dutty Dior, norweski raper (zm. 2024)
- 1 grudnia – Zoë Straub, austriacka piosenkarka, autorka tekstów i aktorka
- 5 grudnia – Adam Mikołaj Goździewski, polski pianista
- 6 grudnia – Stefanie Scott, amerykańska aktorka i piosenkarka
- 9 grudnia – AleXa, amerykańska piosenkarka, tancerka i aktorka
- 11 grudnia
  - Hailee Steinfeld, amerykańska aktorka i piosenkarka
  - Jack Griffo, amerykański aktor i piosenkarz
- 12 grudnia – Sylwia Lipka, polska piosenkarka, wideoblogerka i prezenterka telewizyjna
- 23 grudnia – Skillibeng, właśc. Emwah Warmington, jamajski DJ i raper
- 28 grudnia – Nomi Tales, szwedzka piosenkarka
- 31 grudnia – Rose Gray, brytyjska piosenkarka i autorka tekstów

## Zmarli
- 4 stycznia – Anna Abert, niemiecka muzykolog (ur. 1906)
- 10 stycznia – Grzegorz Brudko, polski bandżysta, kompozytor, aranżer oraz autor tekstów piosenek (ur. 1938)
- 20 stycznia – Gerry Mulligan, amerykański muzyk jazzowy i instrumentalista, saksofonista barytonowy (ur. 1927)
- 21 stycznia – Peter Stadlen, brytyjski pianista, krytyk muzyczny i pedagog (ur. 1910)
- 2 lutego
  - Gene Kelly, amerykański piosenkarz (ur. 1912)
  - Minao Shibata, japoński kompozytor (ur. 1916)
- 5 lutego – Gianandrea Gavazzeni, włoski dyrygent, kompozytor i pisarz muzyczny (ur. 1909)
- 20 lutego – Tōru Takemitsu, japoński kompozytor (ur. 1930)
- 21 lutego – Morton Gould, amerykański kompozytor, dyrygent, aranżer i pianista (ur. 1913)
- 26 lutego – Mieczysław Weinberg, polski kompozytor pochodzenia żydowskiego (ur. 1919)
- 24 marca – Tadeusz Wojciech Maklakiewicz, polski kompozytor, pedagog, działacz muzyczny i prawnik (ur. 1922)
- 2 kwietnia – Jan Janowski, polski muzyk bluesowy, wokalista, kompozytor, plastyk (ur. 1950)
- 10 maja – Ethel Smith, amerykańska organistka (ur. 1902)
- 12 maja – Margit Schramm, niemiecka śpiewaczka operowa (sopran) (ur. 1935)
- 24 maja – Jacob Druckman, amerykański kompozytor (ur. 1928)
- 30 maja – Alo Mattiisen, estoński kompozytor (ur. 1961)
- 2 czerwca – Pilar Lorengar, hiszpańska śpiewaczka operowa (sopran) (ur. 1928)
- 3 czerwca – Ferdinand Leitner, niemiecki dyrygent (ur. 1912)
- 15 czerwca
  - Ella Fitzgerald, amerykańska wokalistka jazzowa (ur. 1917)
  - Paweł Podejko, polski muzykolog, organista, pedagog (ur. 1914)
- 16 czerwca – Adam Harasowski, polski kompozytor i dyrygent, pianista, znawca twórczości Fryderyka Chopina (ur. 1904)
- 18 czerwca – Tadeusz Dobrzański, polski dyrygent i kompozytor (ur. 1916)
- 22 czerwca – George Barati, amerykański kompozytor, dyrygent i wiolonczelista pochodzenia węgierskiego (ur. 1913)
- 30 czerwca – Jef Maes, belgijski kompozytor (ur. 1905)
- 6 lipca – Irena Pfeiffer, polska kompozytorka, dyrygentka i pedagog (ur. 1912)
- 12 lipca – Gottfried von Einem, austriacki kompozytor, odznaczony Medalem Sprawiedliwy wśród Narodów Świata (ur. 1918)
- 24 lipca – Bogdan Precz, polski akordeonista i kompozytor (ur. 1960)
- 29 lipca – Jason Thirsk, amerykański muzyk, basista i wokalista grupy Pennywise (ur. 1967)
- 3 sierpnia – Luciano Tajoli, włoski piosenkarz i aktor (ur. 1920)
- 7 sierpnia – Francesco Molinari-Pradelli, włoski dyrygent (ur. 1911)
- 11 sierpnia – Rafael Kubelík, czeski dyrygent i kompozytor (ur. 1914)
- 13 sierpnia – David Tudor, amerykański kompozytor i pianista (ur. 1926)
- 14 sierpnia – Sergiu Celibidache, rumuński dyrygent (ur. 1912)
- 19 sierpnia – Józef Karol Lasocki, polski dyrygent, kompozytor, pedagog i organizator życia muzycznego (ur. 1907)
- 23 sierpnia – Jurriaan Andriessen, holenderski kompozytor muzyki poważnej (ur. 1925)
- 25 sierpnia – Fred Adison, francuski dyrygent, wokalista jazzowy i perkusista (ur. 1908)
- 31 sierpnia – Ljuba Welitsch, bułgarska śpiewaczka (sopran) (ur. 1913)
- 1 września – Vagn Holmboe, duński kompozytor (ur. 1909)
- 2 września – Otto Luening, amerykański kompozytor, dyrygent i pedagog (ur. 1900)
- 7 września – Niccolò Castiglioni, włoski pianista, kompozytor i pisarz (ur. 1932)
- 12 września – Eleazar de Carvalho, brazylijski dyrygent i kompozytor (ur. 1912)
- 13 września – Tupac Shakur, amerykański raper (ur. 1971)
- 23 września – František Rauch, czeski pianista i pedagog (ur. 1910)
- 5 października – Antonina Kawecka, polska śpiewaczka (mezzosopran, sopran) i pedagog (ur. 1923)
- 20 października – Joonas Kokkonen, fiński kompozytor (ur. 1921)
- 29 października – Eugen Kapp, radziecki i estoński kompozytor i pedagog (ur. 1908)
- 2 listopada – Eva Cassidy, amerykańska piosenkarka (ur. 1963)
- 6 listopada – Gino Marinuzzi Jr., włoski dyrygent i kompozytor (ur. 1920)
- 24 listopada – Edison Denisow, radziecki kompozytor i teoretyk muzyki (ur. 1929)
- 26 listopada – Joan Hammond, australijska śpiewaczka operowa (sopran), nauczycielka śpiewu i golfistka (ur. 1912)
- 30 listopada
  - Tiny Tim, amerykański piosenkarz, gitarzysta, historyk muzyki amerykańskiej (ur. 1932)
  - Dainius Trinkūnas, litewski pianista, pedagog, działacz kulturalny i polityk (ur. 1931)
- 29 grudnia – Mireille, francuska piosenkarka (ur. 1906)

## Albumy

### polskie
- Radio niebieskie oczy Heleny / Anioł w tlenie – 1984
- Przyjdź – 2Tm2,3
- Cykl obraca się. Narodziny, dzieciństwo pełne duszy, uśmiechów niewinnych i zdrady... – Abraxas
- The State of Mind Report – Acid Drinkers
- Spirala – Apteka
- Calma – Aya RL
- Pani Jola – Bielizna
- Z gitarą wśród zwierząt – Big Cyc
- Dzień trzeci – Big Day
- Fankomat – Blenders
- Live in Remont ’93 – Brygada Kryzys
- Uśmiechnij się! – Chłopcy z Placu Broni
- Sax & Dance – Robert Chojnacki
- Safe – Collage
- Bacchus Songs – Corruption
- Mam kły mam pazury – Dezerter
- Dogz – Dogz
- Chałtury – Elektryczne Gitary
- OjDADAna – Grzegorz z Ciechowa
- Falarek – Falarek Band
- Zdrada – Farben Lehre
- Fairplay – Flapjack
- Homo Twist – Homo Twist
- Księga Tajemnicza. Prolog – Kaliber 44
- Szafirowa chimera – Władysław Komendarek
- Euforia – Patrycja Kosiarkiewicz i O! La! La!
- Czekając na... – Kasia Kowalska
- Kiedy Przyjdzie Dzień – Antonina Krzysztoń
- Tata 2 – Kult
- Międzyzdroje – Lady Pank
- Wszystko się może zdarzyć – Anita Lipnicka
- Bafangoo! część 1 (EP) – Liroy
- Łóżko – Maanam
- FM – Mafia
- Asthmatic – Miłość
- Sun Machine – Myslovitz
- puk.puk – Nosowska
- Ballady – Oddział Zamknięty
- Bzzzzz – O.N.A.
- Futurista – Pidżama Porno
- Czarzły – Post Regiment
- Zuum – Proletaryat
- Andergrant – Renata Przemyk
- Viribus Unitis – Püdelsi
- Quidam – Quidam
- RAP Generation – R.A.P.
- Bananowe drzewa – Róże Europy
- Skinheads – różni wykonawcy
- Czas Wodnika – RSC
- Odmienne stany świadomości – SKTC
- Latawce pogodnych dni – Stare Dobre Małżeństwo
- Dziewczyna szamana – Justyna Steczkowska
- Getto – Sweet Noise
- Spotkanie z... – Sztywny Pal Azji
- Cacy Cacy Fleischmaschine – Świetliki
- Al Capone – T.Love
- Rzeka miłości, koncert w Buffo ’96 – Tilt
- Chcę inaczej – Izabela Trojanowska
- Songs for Genpo – Trupy
- Biała droga – Urszula
- Urszula akustycznie – Urszula
- Tytus – Tytus Wojnowicz

### zagraniczne
- All Eyez On Me – 2Pac
- Unplugged – Alice in Chains
- Backstreet Boys – Backstreet Boys
- Nico – Blind Melon
- Recurring Dream: The Very Best Of – Crowded House
- Man – Neneh Cherry
- Wild Mood Swings – The Cure
- Falling into You – Céline Dion
- Live à Paris – Céline Dion
- Beat the Bastards – The Exploited
- Treasures – Iona
- Journey into the Morn – Iona
- Travelling Without Moving – Jamiroquai
- Hazi Helo – Najwa Karam
- Kiss Unplugged – KISS
- You Wanted the Best, You Got the Best – KISS
- Life Is Peachy – Korn
- Sweet F.A. – Love and Rockets
- Evita – Madonna, Antonio Banderas, Jonathan Pryce i inni
- Louder Than Hell – Manowar
- Antichrist Superstar – Marilyn Manson
- Load – Metallica
- Filth Pig – Ministry
- Through Silver in Blood – Neurosis
- Hesher (EP) – Nickelback
- The Great Southern Trendkill – Pantera
- No Code – Pearl Jam
- Good God’s Urge – Porno for Pyros
- Made in Heaven – The Films (VHS z teledyskami) – Queen
- Evil Empire – Rage Against the Machine
- Baladas En Español – Roxette
- Dust – Screaming Trees
- Roots – Sepultura
- Undisputed Attitude – Slayer
- Spaced – Soft Machine
- Down on the Upside – Soundgarden
- Mercury Falling – Sting
- Theli – Therion
- Återtåget – Gyllene Tider
- Ænima – Tool
- October Rust – Type O Negative
- Broken Arrow – Neil Young
- Live at the Aladdin – Ricky Nelson (wydanie pośmiertne)

## Muzyka poważna
- Powstaje For Tōru Lukasa Fossa

## Musicale
- 25 stycznia światowa prapremiera musicalu Rent w New York Theatre Workshop na Broadwayu[1]

## Nagrody
- Fryderyki 1996[2]
- Konkurs Piosenki Eurowizji 1996
  - „The Voice”, Eimear Quinn
- Grand Prix Jazz Melomani 1995, Łódź, Polska
- Mercury Prize, Wielka Brytania: Pulp – album Different Class